# شعب فاي
شعب الفاي، هي مجموعة عرقية من شعوب الماندين ويقطن معظم الفاي في ليبيريا، مع وجود أقلية صغيرة تعيش جنوب شرقي سيراليون. ويستخدم شعب الفاي نظام الكتابة المقطعية الإصلية، التي وضعة في عام 1820 من قبل مولولو دوالي بوكيلي ومشائخ قبائل أخرين. وعلى مدار القرن التاسع عشر، أصبحت القراءة والكتابة في نظام الكتابة المقطعية واسعة الانتشار. وفي القرن العشرين أنخفض استخدام النظام المقطعي.
يتحدث شعب فاي لغة خاصة بهم تدعى لغة فاي وهي إحدى لغات الماندي، يوجد معظم الفاييون سيراليونيون في مقاطعة بوجيهون (على الحدود الليبيرية) حيث يشكلون 10% من سكان المقاطعة، ويعتنق أغلبية شعب الفاي إسلام مع وجود أقليات أخرى.

## الاقتصاد
معظم شعب الفاي يكسبون عيشهم من خلال زراعة الأراضي الخصبة. الأرز هو محصولهم الأساسي وكذلك يتم زراعة أنواع أخرى من الخضار على الأراضي المرتفعة. بلإضافة إلى الأرز هناك محاصيل أخرى يتم زراعتها مثل القطن والذرة والموز والقرع والزنجبيل والقهوة والكاكاو، كما يحصد شعب الفاي المكسرات والتوت من الغابات. النخيل هي سلعة هامة للفاي، حيث يتم الاستفادة من مشتقاتها كالمكسرات وزيت والنبيذ والوقود والصابون والسلال.